# Ковалики (Вармінсько-Мазурське воєводство)
Ковалики (пол. Kowaliki, нім. Kowallik) — село в Польщі, у гміні Ґродзічно Новомейського повіту Вармінсько-Мазурського воєводства. Населення — 80 осіб (2011).
У 1975-1998 роках село належало до Торунського воєводства.

## Демографія
Демографічна структура станом на 31 березня 2011 року:
|          | Загалом | Допрацездатний вік | Працездатний вік | Постпрацездатний вік |
| -------- | ------- | ------------------ | ---------------- | -------------------- |
| Чоловіки | 42      | 15                 | 26               | 1                    |
| Жінки    | 38      | 9                  | 18               | 11                   |
| Разом    | 80      | 24                 | 44               | 12                   |